# Кудрявцев, Демьян Борисович
Демья́н Бори́сович Кудря́вцев (род. 17 декабря 1971, Ленинград) — израильский и российский медиаменеджер и предприниматель. С 1999 по 2006 год управлял медиаактивами Бориса Березовского, с 2005 по 2012 год был на руководящих постах издательского дома «Коммерсантъ», с 2015 по 2020-й владел газетами «Ведомости» и The Moscow Times, российскими версиями журналов National Geographic, Men's Health, Harvard Business Review. В 2014-м открыл консультационное агентство «Ясно. Communications». Известен также как поэт и прозаик.

## Биография

### Становление и гражданство
Демьян Кудрявцев родился 17 декабря 1971 года в Ленинграде, мать — театральный режиссёр Светлана Михайловна Кудрявцева-Сагаловская (1939—2021). Поступил на факультет журналистики Ленинградского университета, но уже в 1990-м был лишён советского гражданства из-за репатриации в Израиль. Учился на филологическом факультете Иерусалимского университета. В те времена он познакомился с Антоном Носиком — будущим популярным блогером рунета. В Израиле Кудрявцев издавал литературный журнал «Обитаемый остров», вместе с Носиком редактировал интернет-журнал «EYE» — одно из первых профессиональных литературных изданий рунета, был журналистом в израильской ежедневной газете «Время».
Первые заработки принесли дизайн и компьютерная графика: к 3000-летию Иерусалима медиакомпания Кудрявцева Glyph Multimedia подготовила интерактивное путешествие по городу на диске с видеопредисловием мэра города Эхуда Ольмерта. Запустил стартап IP-телефонии Delta III, в будущем международная компания, которая вышла на биржу NASDAQ, после этого Кудрявцев стал искать работу на российском интернет-рынке.
С 1995 года Кудрявцев частично жил в Москве, развивая различные медиа- и новые интернет-проекты. В частности, был одним из акционеров и руководителей провайдерской компании Cityline. Вместе с Кудрявцевым над интернет-контентом для провайдера работал Артемий Лебедев: в то время они основали компанию WebDesign — в будущем «Студия Артемия Лебедева». Cityline финансировала компанию Netskate, генеральным продюсером которой был Кудрявцев, она в свою очередь вела десятки проектов, среди которых были «Анекдот.ру» и блог Антона Носика «Вечерний Интернет». Помимо этого, Кудрявцев был издателем журнала Internet и делал ряд проектов (forum.msk.ru, веб-сайт группы «Аквариум», портал Dorenko.net и другие). К моменту продажи Cityline в 2001 году, Кудрявцев владел 10 % акций компании, что сделало его к 30 годам долларовым миллионером.
В конце 1990-х и начале 2000-х Демьян Кудрявцев вместе с компанией «Видео Интернешнл» запустил агентство интернет-рекламы Click VI. Вскоре на его основе заработало агентство IMHO VI — объединённый Click VI и проект Арсена Ревизова.
Во времена работы в Cityline Кудрявцев познакомился с Борисом Березовским, который стал акционером компании в 1998 году. По версии «Медузы», Кудрявцев сдружился с Березовским в том числе после успешной презентации идеи олигарха о создании Таможенного союза СНГ перед премьер-министрами стран содружества, а после помогал с политическими проектами, в которых участвовал Березовский. Так, шеф-редактор ИД «Коммерсантъ» Андрей Васильев (издательский дом принадлежал Березовскому), ещё в 1999 году отмечал креативность Кудрявцева на совещании по избирательной кампании движения «Единство» — он фактически написал предвыборную концепцию, помогал с первыми предвыборными речами Владимира Путина. Кудрявцев участвовал в управлении медиаактивами Березовского: каналом ОРТ, издательством «Коммерсантъ», радиостанцией «Наше радио» и телеканалом ТВ-6. В 2001-м готовил сделку по продаже ОРТ Роману Абрамовичу.
В 1990-х Кудрявцев так и не получил российский паспорт, а многократная российская виза в израильском паспорте была аннулирована в 2001 году. В том же году состоялась продажа Cityline телекоммуникационной компании Golden Telecom, после чего Кудрявцев уехал в Лондон.
Получить постоянную российскую визу ему удалось только в 2005-м, а российское гражданство — в 2009-м. Журналисты писали, что после 2014 года Кудрявцев попытался отказаться от израильского гражданства, чтобы соблюсти российский закон о доле владения СМИ зарубежными гражданами, однако подтверждений этому нет. В июле 2017 года МВД РФ лишило Кудрявцева российского гражданства. Согласно позиции МВД, Кудрявцев изначально указал неверные сведения. Сам Кудрявцев в интервью Елизавете Осетинской говорил, что анкету составлял сотрудник ФМС, а он не проверил результат — ошибки в анкете послужили поводом. Причиной отзыва гражданства Кудрявцев называет месть за публикации в подконтрольных ему изданиях разоблачительных материалов о коррупции российских чиновников и давление на газету «Ведомости».

### Политтехнологии
Демьян Кудрявцев помогал Березовскому в его политических проектах. При этом известно, что он не всегда разделял взгляды олигарха. В 2004-м Кудрявцев поспорил с Березовским из-за ситуации на Украине: Березовский изначально поддержал финансово Виктора Ющенко, но потом перешёл на сторону Юлии Тимошенко. Кудрявцев был против смены взглядов, как политтехнолог он участвовал в «оранжевой революции» в Киеве. Год спустя, в 2005-м, он возглавил предвыборную группу будущего президента Киргизии Курманбека Бакиева, попав на «тюльпановую революцию».
Кудрявцев известен симпатией к российским оппозиционным кандидатам. В 2012-м вместе с Юрием Сапрыкиным они модерировали теледебаты на канале «Дождь» рамках выборов в Координационный совет оппозиции.
В октябре 2017 года, после публикации в «Ведомостях» (принадлежащих на тот момент Кудрявцеву) открытого письма Ксении Собчак о выдвижении в президенты, появились слухи, Кудрявцев согласился стать её консультантом, некоторые СМИ приписывали ему авторства лозунга «кандидат против всех» и даже называли Кудрявцева руководителем предвыборного штаба, а настоящего руководителя Игоря Малашенко — номинальной фигурой. Кудрявцев и Собчак отрицали слухи о его лидерстве в штабе, но не о частных консультациях, сам Кудрявцев ссылался на российское законодательство, согласно которому человек без гражданства не имеет права принимать участие в выборах или работать сотрудником штаба.
В 2020-м Кудрявцев в числе прочих топ-менеджеров медиа вступился за содержащегося под стражей и обвиняемого в госизмене журналиста, бывшего сотрудника «Коммерсанта» и «Ведомостей», Ивана Сафронова и подписал личное поручительство.
Вплоть до закрытия радиостанции «Эхо Москвы» в 2022 году Кудрявцев был регулярным гостем передачи «Особое мнение».

### Медиабизнес
Основное качество, помогающее Демьяну строить карьеру — это готовность в любой момент взять на себя ответственность. Есть люди, которые управляют, есть люди, которые подчиняются. Демьян, разумеется, относится к первой категории, и так было всегда. Демьян потрясающе умеет организовывать труд людей. Как хороший тим-лидер он умеет, во-первых, оценить потенциал человека, во-вторых, понять, в какой среде этот потенциал лучше реализуется. Он эффективный мобильный менеджер, с крайне высоким IQ.
В 2005 году Березовский начал преобразования издательского дома «Коммерсантъ». Часть старой редакции занялась выпуском «Коммерсантъ-Украина», а уже 3 января 2006 года Кудрявцев стал гендиректором издательского дома, а после — и одноимённого медиаходинга. На этом посту он оставался до июня 2012 года, несмотря на продажу актива в 2006-м Алишеру Усманову.
За время работы в холдинге Кудрявцев запустил «Коммерсантъ-ТВ» (ещё в 2009 году Кудрявцев вошёл в совет директоров телеканалов «7-ТВ» и «Муз-ТВ»), в 2012-м холдинг был вынужден закрыть канал, Кудрявцев отмечал, что это «не его решение», официальной причиной была названа «экономическая неэффективность». Ещё один проект — журнал Citizen K — за пять лет с 2007-го тоже не вышел на окупаемость. Оба проекта были закрыты с уходом Демьяна Кудрявцева. Успешной стала радиостанция «Коммерсантъ-FM», запущенная в 2010 году. В 2012-м за создание мультимедийного холдинга ИД «Коммерсантъ» Кудрявцеву вручили гран-при премии «Медиаменеджер России».
Последний год работы Кудрявцева в издательском доме сопровождался конфликтом Администрации президента (АП) и журнала «Коммерсантъ-Власть», освещавшего выборы. Кудрявцев взял на себя ответственность за выходившие материалы.
После ухода из медиахолдинга основал 2014 году консалтинговое и коммуникационное агентство «Ясно. Communications». В публичном портфолио компании среди прочего разработка концепции Долины МГУ для фонда «Инопрактика», проект не реализован.
В 2013-м Кудрявцев с бизнес-партнёрами Владимиром Вороновым и Мартином Помпадуром решили приобрести русские активы финского издательского дома Sanoma Independent Media, главным из которых была газета «Ведомости». «Мы всегда претендовали на долю в „Бизнес Ньюс Медиа“ [российская выпускающая компания Sanoma], были готовы рассматривать журнал Harvard Business Review, газету The Moscow Times. Но Sanoma продавала их вместе с глянцевым блоком. Поэтому мы тоже рассматривали активы совместно и целиком. В таком виде сделка казалась для меня, даже с партнерами, слишком дорогой», — комментировал намерения Кудрявцев. Помимо «Ведомостей» и The Moscow Times в сделку вошли бренды и лицензии на издание русских версий журналов Men’s Health, Women’s Health и National Geographic. Пока шли переговоры с Sanoma, Россия аннексировала Крым, последовавшие западные санкции и принятый российский закон, запрещающий иностранцам владеть более 20 % акций в российских медиа, ускорили сделку. О переговорах стало известно в декабре 2014 года, главред «Ведомостей» Татьяна Лысова высказывала недовольство, что топ-менеджмент издания не пригласили к обсуждению. По словам Демьяна Кудрявцева, представители власти были в курсе сделки, но покупку авторитетного издания в АП он не согласовывал и прямого запрета не получал.
Сделка о покупке 33,3 % акций Sanoma в газете «Ведомостей» (такие же доли принадлежали Dow Jones, издающей Wall Street Journal, и FT Group, выпускающей Financial Times) была закрыта в мае 2015-го. В ноябре того же года Кудрявцев с партнёрами приобрели оставшиеся 2/3 акций издания. При этом из-за сложностей с израильским гражданством все издания, включая «Ведомости» и The Moscow Times, пришлось оформлять на жену. По данным «Медузы», одновременно Кудрявцев хотел купить и российскую дочку Axel Springer, издающую Forbes, но не смог договориться.
В марте 2020-го стало известно о подготовке «Ведомостей» к продаже, покупателем 100 % акций газеты стало АО «Саппорт», которое контролировали основатель медиахолдинга «ФедералПресс» Иван Ерёмин и издатель газеты «Версия» Константин Зятьков. С февраля 2021-го Кудрявцев и бывшие партнёры по «Ведомостям» в судебном порядке пытались получить долги по роялти с новых владельцев издания, но проиграли российский процесс.
В мае 2020-го «Ведомости», The Bell, «Медуза» и Forbes выпустили совместное расследование, в котором говорится, что за сменой акционеров «Ведомостей» может стоять «Роснефть», и что она опосредованно являлась крупнейшим кредитором Кудрявцева и его партнёров с 2016 года, что потенциально давало компании возможность влиять на редакционную политику издания>. В свою очередь Кудрявцев в ответ на расследование обращал внимание, что компания брала кредит не у «Роснефти», а в Газпромбанке в 2016 году, то есть через год после покупки «Ведомостей», деньги должны были пойти на развитие смежных медиаактивов. По словам Кудрявцева, его деловой партнёр Дмитрий Босов «реструктурировал долг с одного банка на другую аффилированную компанию, на другой госбанк» — так кредит перешёл из Газпромбанка к ВБРР, который контролируется «Роснефтью», после долг был погашен. Кудрявцев отмечает, что политического влияния на газету «Роснефть» оказывать не могла.
В 2018 году Демьян Кудрявцев и Илья Варламов запустили в Москве сеть Bright Kitchen, работающие по принципу dark kitchen, то есть без ресторанных залов только на доставку. В 2022 году сеть была закрыта после вторжения России на территорию Украины и признания Варламова «иностранным агентом».

## Литературное творчество
Писать стихи Демьян Кудрявцев начал ещё в Израиле. На 2022 год его работы опубликованы в книгах «Стихотворения» (1991), «Практика русского стиха» (2002, предисловия написаны Эдуардом Лимоновым и Андреем Вознесенским), «Имена собственные» (2006), «Гражданская лирика» (2013, предисловие Марии Степановой), «Уроки латыни» (2022), «Русский как иностранный» (2022, предисловие Дмитрия Кузьмина, комментарии Сергея Шаргородского).
Известен и как переводчик, среди его работ стихи Уистена Хью Одена, Роберта Фроста, Владимира Набокова и других, участвовал в Московском поэтическом биеналле, лауреат поэтического фестиваля в Медельине (Колумбия). В прозе дебютировал романом 2008 года «Близнецы», получившим литературную премию журнала «Октябрь» и вошедшим в шорт-лист премии имени Андрея Белого и лонг-лист «Национального бестселлера», а в 2014-м попавший в шорт-лист премии «НОС» в номинации «Инспектор НОС» как одна из лучших детективных книг постсоветского периода.

Это не кино. Не детектив. И даже не политический триллер, даром что роман чем-то сродни «Трепету намерения». И к тому же это не проза. А чего нельзя в романе (много чего), то в стихах можно — на то они и стихи.
— поэт и критик Станислав Львовский о романе «Близнецы»
В 2014-м в театре «Новая Опера» показали оперную постановку «Щелкунчик» на музыку одноимённого балета Петра Чайковского (режиссёр-постановщик, хореограф Алла Сигалова), поэтическое либретто к которой написал Демьян Кудрявцев. Эти же стихи легли в основу оперно-цирковой постановки «Щелкунчик в Зарядье», которая идёт с 2018 года.
Кудрявцев спонсировал старейший литературный конкурс рунета «Тенёта». В 2022-м он организовал семинар для поэтов, выручка от которого была передана в благотворительный фонд «Вера».

## Семья
- Жена — Яна Мозель-Кудрявцева[52]
  - Дочь — Хана[53]
  - Сын — Яков[53]